# D'en Tià Penya
D'en Tià Penya es un cultivar de higuera de tipo higo común Ficus carica, bífera (con dos cosechas por temporada, brevas e higos de otoño), de higos de epidermis con color de fondo amarillo verdoso con sobre color marrón rojizo. Se cultiva en la colección de higueras de Montserrat Pons i Boscana en Llucmajor, Islas Baleares.

## Sinonimia
- „Tià Penya“ en las Islas Baleares,[4][6][7]
- „Tia Peña“

## Historia
Actualmente la cultiva en su colección de higueras baleares Montserrat Pons i Boscana, rescatada de un ejemplar o higuera madre cultivada en "can Barraquer" en el término de Sinéu, propiedad de Pep Feliu i Planas y la prospección de la variedad y su seguimiento a cargo de Biel Ramis "Des Cantó" maestro podador de Llubí.
La variedad 'D'en Tià Penya' es originaria de Llubí donde es cultivada. Conocida por 'D'en Tià Penya' en Llucmajor donde también era mencionada pero poco conocida y cultivada.
Esta variedad es digna de ser cultivada en cualquier higueral, pues es una variedad bífera que produce dos cosechas de buen rendimiento. La primera de brevas la madura a principios de agosto cuando todavía no hay higos de otras higueras maduros y la segunda cosecha de los higos los madura a mediados de octubre llegando a bien entrado noviembre cuando la higuera ya no tiene hojas y los higos están madurando, y a las otras variedades de higueras hace tiempo que se les pasó la época de cosecha.

## Características
La higuera 'D'en Tià Penya' es una variedad bífera de tipo higo común. Árbol de gran desarrollo, con copa redondeada altiva y poco espesa de ramaje. Sus hojas con 5 lóbulos (60%) son las mayoritarias, de 3 lóbulos (30%) y de 1 lóbulo (10%). Sus hojas con dientes presentes y márgenes ondulados. 'D'en Tià Penya' tiene poco desprendimiento de higos, y un rendimiento productivo alto por cada árbol. La yema apical cónica de color verde amarillento.
Los frutos 'D'en Tià Penya' son brevas de tamaño 59 x 43 mm de forma ovoidal e higos de tamaño 44 x 47 mm de forma urceolada, que presentan unos frutos medianos de unos 36 gramos en promedio, de epidermis de consistencia fuerte, grosor de la piel grueso, de color de fondo amarillo verdoso con sobre color marrón rojizo. Ostiolo de 1 a 3 mm con escamas pequeñas rosadas. Pedúnculo de 2 a 4 mm clíndrico verde oscuro. Grietas ausentes o longitudinales escasas. Costillas muy marcadas. Con un ºBrix (grado de azúcar) de 27 dulce y jugoso en higos, con color de la pulpa rojo granate. Con cavidad interna mediana y una gran cantidad de aquenios medianos. Son de un inicio de maduración en las brevas sobre el 15 de agosto, la maduración de los higos sobre el 3 de octubre al 16 de noviembre. De rendimiento por árbol elevado.
Se usa como brevas e higos frescos para alimentación humana. Frescos y secos para alimentación animal. Producción alta. Son bastantes resistentes a las lluvias, y medianamente resistentes a la apertura del ostiolo, y poco susceptibles al desprendimiento.

## Cultivo
'D'en Tià Penya', se utiliza brevas e higos frescos para alimentación humana. Los higos en fresco y seco para consumo animal (ganado porcino y ovino). Se está tratando de recuperar de ejemplares cultivados en la colección de higueras baleares de Montserrat Pons i Boscana en Llucmajor.